# ایموسه
ایموسه (به ژاپنی: 妹背 イモセ imose) نام علمی
(Cerasus lannesiana 'Imose' Ohwi) نام یک نوع درخت ساکورای باغی است. این نوع ساکورا نخست در معبد هیرانو (به ژاپنی: 平野神社) در کیوتو کاشته شده‌است. ایموسه به معنای زن و شوهر یا دو برادر یا دو خواهر است و علت نامگذاری اینست که از یک گل دو میوه به وجود می‌آید.
- تعداد گلبرگ: ۲۰–۴۰ عدد
- رنگ: صورتی کمرنگ تا صورتی مایل به قرمز
- قطر گل: ۴ تا ۴٫۸ سانتیمتر
- زمان گل‌دهی:اواسط تا اواخر آوریل
- محل نمونه:باغ گیاه‌شناسی جنگل تاما در توکیو